# Shaun Sipos
Shaun Sipos, CM (* 30. Oktober 1981 in Victoria, British Columbia) ist ein kanadischer Filmschauspieler kroatischer Herkunft.

## Leben
Shaun Sipos spielte bereits in mehreren  Folgen bekannter Fernsehserien wie Shark und Melrose Place mit. Einzelauftritte waren bisher unter anderem in den Fernsehserien Emergency Room – Die Notaufnahme, Southland und CSI: Den Tätern auf der Spur. Er trat auch in mehreren Spielfilmen wie 2003 in The Skulls 3 und Final Destination 2 sowie 2009 in Siegburg und Rampage auf.

## Filmografie (Auswahl)
- 2001: Special Unit 2 – Die Monsterjäger (Special Unit 2, Fernsehserie, Folge 2x09)
- 2001: Meine Familie – Echt peinlich (Maybe It’s Me, Fernsehserie, 9 Folgen)
- 2003: The Skulls 3
- 2003: Final Destination 2
- 2003: Smallville (Fernsehserie, Folge 2x14)
- 2003: Black Sash (Fernsehserie, 2 Folgen)
- 2004: Superbabies: Baby Geniuses 2
- 2004–2005: Complete Savages (Fernsehserie, 19 Folgen)
- 2005: CSI: Miami (Fernsehserie, Folge 4x09)
- 2006: Comeback Season
- 2006: Der Fluch – The Grudge 2 (The Grudge 2)
- 2007: Emergency Room – Die Notaufnahme (ER, Fernsehserie, Folge 13x16)
- 2007: Shark (Fernsehserie, 7 Folgen)
- 2008: Lost Boys 2: The Tribe
- 2009: Siegburg (Stoic)
- 2009: Curve of Earth
- 2009: Southland (Fernsehserie, Folge 1x01)
- 2009: Lost Dream
- 2009: Rampage
- 2009–2010: Melrose Place (Fernsehserie, 18 Folgen)
- 2010: CSI: Vegas (CSI: Crime Scene Investigation, Fernsehserie Folge 10x20)
- 2010–2011: Life Unexpected (Fernsehserie, 12 Folgen)
- 2011: Runaway Girl (Hick)
- 2013: Texas Chainsaw 3D
- 2013: Wo Du zu Hause bist (Heart of the Country)
- 2013–2014: Vampire Diaries (The Vampire Diaries, Fernsehserie, 8 Folgen)
- 2018: Krypton (Fernsehserie, 20 Folgen)
- 2021: Night Raiders
- 2022–2024: Outer Range (Fernsehserie, 14 Folgen)
- 2023–2024: Reacher (Fernsehserie, 8 Folgen)